# Битка на Трнави (1430)
Битка код Трнаве или Битка код Нађшомбата је била битка у Хуситским ратовима између Хусита и угарско-ројалистичко-српске војске код Трнаве (Нагисзомбат) у Краљевини Угарској (данас у Словачка). Битка је вођена у три фазе, 23., 25. и 28. априла 1430.  и завршена је победом Хусита.
У лето 1430. 10.000 хусита из Моравске напало је Угарску под Велеком Куделником из Брезница. Хусити у округу Позоњи опљачкали су и запалили 100 села. Против Куделника је стајала војска под Жигмундом и Стибором од Стиборича. У војсци су били мађарски и ердељски војници и Срби. Друга војска под Јаном Матиком из Толовца била је састављена од ројалиста. Матик је био љубоморан на Стиборича, због поверења које му је Жигмунд указао. На фронту војске, Стиборич и мађарско-српске снаге су јуришале на Хусите, али су се Матик и ројалисти намерно повлачили. Војска ројалиста је са закашњењем стигла; план кампање био је концентрисани јуриш против хуситских ратних кола. Куделник је погинуо у бици, а Жигмундова војска је била приморана да бежи.
У бици је погинуло 6.000 ројалиста, српских и ма
ђарских војника и 8.000 хусита. Године 1431. хуситска војска је поново извршила инвазију на Горњу Угарску, али је Миклош Розгоњи победио Хусите у бици код Илаве.